# Polittico di Sant'Agostino
Il Polittico di Sant'Agostino è un'opera, tecnica mista su tavola, di Piero della Francesca, databile al 1454-1469 ed oggi smembrata e parzialmente dispersa. Si conoscono otto pannelli su almeno dieci, senza contare la probabile presenza di una predella o di altri riquadri accessori, dei quali non si ha alcuna traccia.

## Storia
Il Polittico di Sant'Agostino è il terzo grande polittico conosciuto di Piero della Francesca, assieme al Polittico della Misericordia (1444-1464 circa) e il Polittico di Sant'Antonio (1460-1470 circa).
Il polittico era destinato alla vecchia chiesa di Sant'Agostino di Sansepolcro (oggi chiesa di Santa Chiara). Il contratto con gli Agostiniani risale al 4 ottobre 1454, con la firma di Angelo di Giovanni di Simone d'Angelo. L'ultimo pagamento è datato 14 novembre 1469.
Il dipinto, spostato probabilmente con il trasferimento degli Agostiniani, dovette finire in una posizione secondaria, per essere poi smembrato, forse già nel Cinquecento. Nella prima metà del XIX secolo le principali tavole del polittico dovevano essere a Milano, come dimostrano sul retro la presenza di timbri in ceralacca che autorizzavano l'esportazione dalla Lombardia austriaca, oltre ad alcuni sigilli di collezionisti milanesi.
Verso la fine del XIX secolo gli scomparti andarono sul mercato antiquario in lotti separati, che ne decretarono la dispersione in collezioni soprattutto private, poi cedute a musei pubblici o diventate esse stesse istituzioni pubbliche.
Dal 20 marzo al 24 giugno 2024 presso il museo Poldi Pezzoli è esposto ciò che resta del polittico agostiniano, ovvero otto pannelli (la tavola centrale e gran parte della predella non sono state finora rintracciate) ottenute in prestito dai musei che le possiedono, oltre allo stesso museo Poldi Pezzoli.

## Descrizione
Il polittico aveva una forma a scomparti come il Polittico della Misericordia, ma lo sfondo evitava l'arcaico oro, in favore di una balaustra marmorea continua e, nella parte superiore, un cielo azzurro come nell'affresco aretino della Maria Maddalena.
Il pannello centrale, disperso, era una Madonna in trono con Bambino, della quale si scorgono le estremità laterali di un gradino del trono e forse una sottile striscia del mantello azzurro nei pannelli attigui. Ai lati si trovavano quattro pannelli di santi disposti simmetricamente:
- Sant'Agostino, 133x60 cm, Museu Nacional de Arte Antiga, Lisbona
- San Michele Arcangelo, 133x59,5 cm, National Gallery, Londra
- San Giovanni Evangelista, 131,5x57,8 cm, Frick Collection, New York
- San Nicola da Tolentino, 136x59 cm, Museo Poldi Pezzoli, Milano

Nel registro superiore, o forse nella predella, si trovavano dei pannelli più piccoli di santi a mezza figura su fondo oro e, in corrispondenza della Madonna, una Crocifissione. Di questi cinque pannelli si conoscono i quattro seguenti:
- Santa Monica, 39x28 cm, Frick Collection, New York
- Santo agostiniano, 39x28 cm, Frick Collection, New York
- Sant'Apollonia, 39x28 cm, National Gallery of Art, Washington
- Crocifissione, 37,50x41 cm, Frick Collection, New York

Il contratto ricorda anche la presenza di una cornice.

## Stile
In generale le figure del polittico sono caratterizzate da effetti luminosi e da un'attenzione al dettaglio che rivelano l'influenza fiamminga. Tipici di Piero sono poi gli atteggiamenti solenni e composti, improntati a un solido equilibrio geometrico.

### Ricostruzione possibile
|  |  |  |  |  |
|  |  |  |  |  |